# Niedźwiadek Toptuś
Niedźwiadek Toptuś / Niedźwiadek (ros. Топтыжка, Toptyżka) – radziecki krótkometrażowy film animowany z 1964 roku w reżyserii Fiodora Chitruka. Bajka o małym niedźwiadku, który zaprzyjaźnił się z zajączkiem. W filmie wykorzystano rysunki Jewgienija Czaruszyna. W trakcie pracy nad filmem reżyser poszukiwał możliwości przedstawienia w sposób nowatorski baśni ludowej.

## Animatorzy
Galina Barinowa, Jana Wolskaja, Elwira Masłowa, Marija Motruk, Anatolij Pietrow, Władimir Morozow, Leonid Nosyriew, Giennadij Sokolski

## Nagrody
- 1964: Brązowy Lew San Marco na 14. MFF w Wenecji[3].